# 오미 토시노리
오미 토시노리(尾美としのり, 1965년 12월 7일 ~ )는 일본의 배우이다. 1973년 아역 배우로 활동을 시작하였고 '오노미치 3부작'을 포함한 오바야시 노부히코 감독의 영화 19편에 출연하며, 한때 오뱌야시 감독 영화의 상징이기도 하였다. 2000년대 이후로는 쿠도 칸쿠로가 각본을 맡은 드라마에도 반복하여 출연하였다.

## 출연

### 영화
- 《불새》 (1978)
- 《전학생》 (1982) ― 주연 · 사이토 카즈오 역
- 《시간을 달리는 소녀》 (1983)
- 《쓸쓸한 사람》 (1985) ― 이노우에 히로키 역
- 《후따리》 (1991)
- 《청춘 딩가딩가딩》 (1992)
- 《하루카, 노스탤지어》 (1993)
- 《내일》 (1995)
- 《자살 관광버스》 (1998) ― 키무라 역
- 《황혼의 사무라이》 (2002) ― 오츠카 시치주로 역
- 《그래도 내가 하지 않았어》 (2006) - 신자키 고조 역
- 《하늘의 꽃》 (2012)
- 《톤비》 (2022) - 하기모토 과장 역

### 드라마
- NHK 대하드라마
  - 《풀이 타오르다》 (1979) ― 호조 야스토키 역
  - 《호조 토키무네》 (2001)
  - 《다이라노 기요모리》 (2012)
  - 《여자 성주 나오토라》 (2017) ― 사카키바라 야스마사 역
  - 《기린이 온다》 (2020) ― 도키 요리노리 역
- 연속 TV 소설
  - 《텐카》 (2004)
  - 《철판》 (2010)
  - 《아마짱》 (2013) ― 쿠로카와 마사무네 역
- 《도망자》 (2004) ― 도쿠 지로 역
- 《여왕의 교실》 (2005) ― 칸다 타케시 역
- 《신은 주사위를 던지지 않는다》 (2006) ― 가이 요스케 역
- 《쿠로사기》 〈제1화 사기꾼을 속이는 사기〉 (2006)
- 《결혼 못하는 남자》 (2006) ― 나카가와 요시오 역
- 《유성의 인연》 (2008) ― 모리 죠지 역
- 《오오쿠~탄생 [아리고토·이에미쓰 편]》 (2012) ― 무라세 마사스케 역 및 해설
- 《기묘한 이야기 2013년 봄 특별편》 〈불사신 남편〉 (2013)

## 수상 및 후보
| 연도 | 시상식               | 부문       | 작품       | 결과 |
| ---- | -------------------- | ---------- | ---------- | ---- |
| 1982 | 제6회 일본아카데미상 | 신인배우상 | 《전학생》 | 수상 |